# Tu-107
Tu-107 – prototyp wojskowego samolotu wykorzystującego napęd przy pomocy dwóch silników turboodrzutowych, zaprojektowany w biurze konstrukcyjnym Tupolewa w ZSRR, oblatany w 1958 roku. Konstrukcja była oparta na samolocie Tu-104. Samolot został zaprojektowany z myślą o transporcie żołnierzy lub wyposażenia. Samolot miał pomieścić 100 żołnierzy lub 10 000 kg ładunku. Kabina nie była hermetyzowana, co oznaczało, że żołnierze musieliby używać masek tlenowych. Powstał jeden prototyp.